# Chaitén (volcan)
Pour l’article homonyme, voir Chaitén.
Le Chaitén est un volcan du sud du Chili constitué d'une caldeira dans laquelle s'inscrit un dôme de lave. Peu élevé comparativement aux volcans voisins Michinmahuida et Corcovado, il est dépourvu de glacier. Alors considéré comme éteint, il entre en éruption à partir de mai 2008 et détruit la ville voisine de Chaitén, forçant ses habitants à évacuer dans une nouvelle ville construite un peu plus loin.

## Géographie

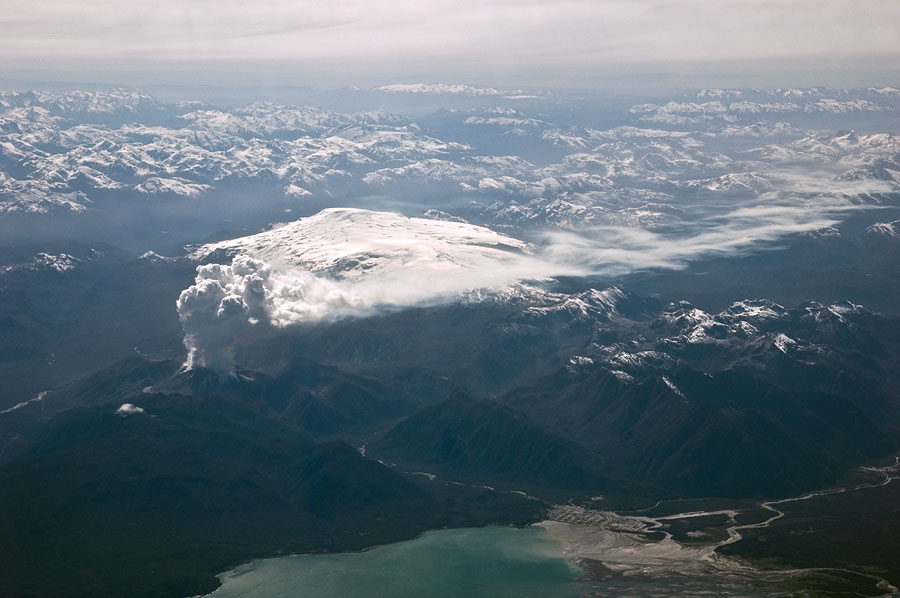
Vue aérienne du Chaitén fumant avec la ville de Chaitén détruite à ses pieds le 17 octobre 2008 ; le Michinmahuida couvert de glaciers et les Andes sont visibles en arrière-plan.

Le Chaitén est situé dans le sud du Chili, à l'extrême nord de la Patagonie chilienne, dans la zone volcanique sud des Andes. Administrativement, il fait partie de la province de Palena de la région des Lacs. Il est entouré par le volcan Michinmahuida, couvert de glaciers, à l'est, les vallées des río Rayas au nord et Blanco au sud ainsi que le golfe de Corcovado à l'ouest. Il est situé légèrement à l'ouest de la faille géologique Liquiñe-Ofqui (abrégée LOFZ en anglais). La vallée du río Blanco qui se dirige vers le sud-sud-ouest débouche directement sur la ville de Chaitén, la capitale provinciale, distante d'une dizaine de kilomètres,. Cette position l'expose particulièrement aux lahars provenant du volcan et qui ont causé sa destruction en 2008.
Le volcan est composé d'une caldeira de 4 kilomètres sur 2,5 kilomètres dans laquelle se trouve un dôme de lave,. Avant le début de l'éruption commencée en mai 2008, ce dôme affecté par l'érosion culminait à 962 mètres d'altitude. Depuis, il a augmenté en volume et en hauteur mais son activité constante empêche toute nouvelle mesure précise. Le point culminant du volcan était situé sur le rebord sud de la caldeira, à 1 122 mètres d'altitude, mais les dômes de lave l'ont dépassé d'environ 350 mètres en décembre 2008. La lave rhyolitique du dôme contient des obsidiennes qui se retrouvent dans le río Blanco, les eaux drainant la caldeira s'en échappant par le sud-ouest en direction de cette rivière.

## Histoire

### Éruptions précédentes
Le Chaitén était considéré comme éteint jusqu'à son éruption débutée en mai 2008, la seule connue sur ce volcan s'étant produite vers 7400 av. J.-C. Cette éruption est à l'origine de la formation de la caldeira au cours d'une déferlante pyroclastique qui a émis des ponces,. Des analyses de la végétation à l'intérieur de la caldeira, de l'érosion du dôme de lave et des dépôts de cendres indiquent que des éruptions plus récentes, il y a 200 ou 300 ans, ont pu se produire.

### Éruption de 2008

#### Premier dôme de lave

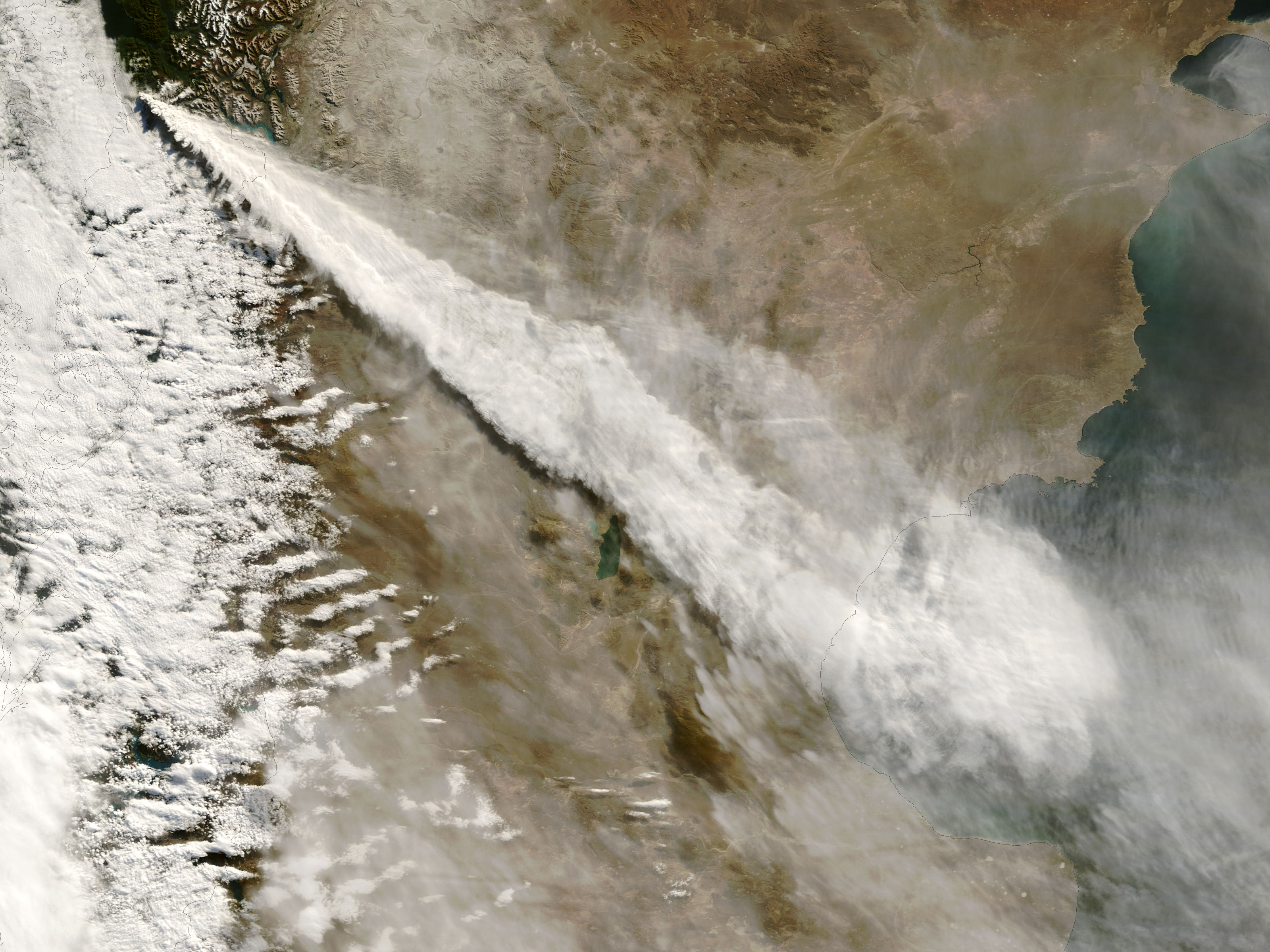
Image satellite du panache volcanique du Chaitén traversant l'Amérique du Sud le 3 mai 2008.

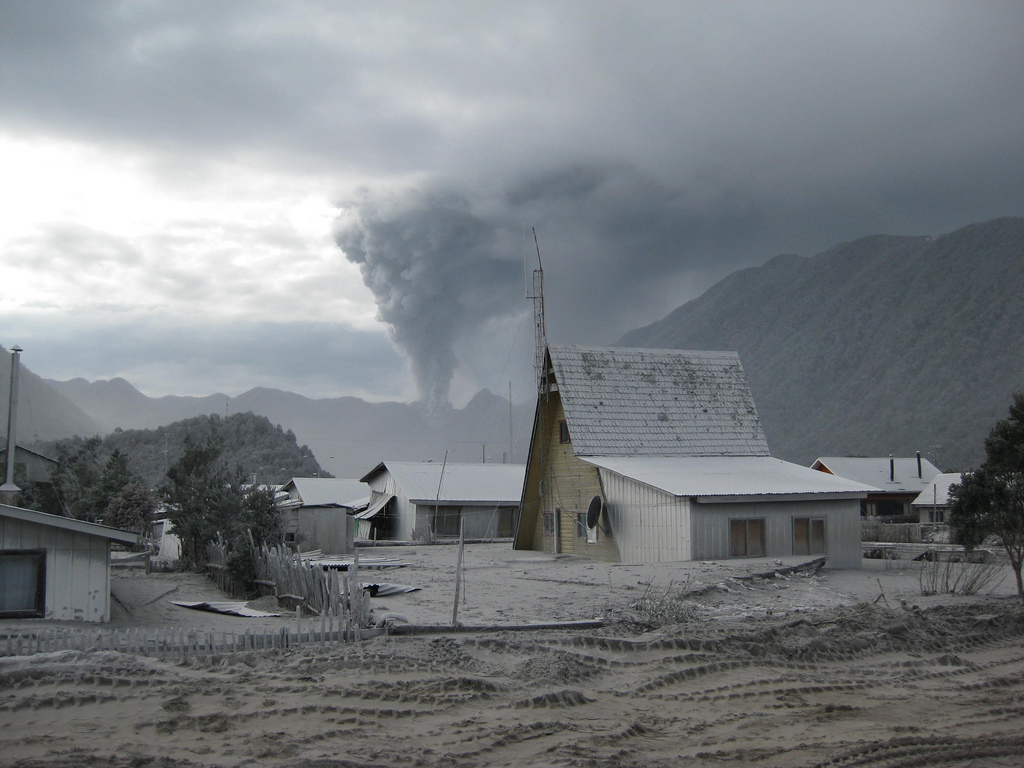
Vue le 26 juin 2008 de la ville de Chaitén évacuée et partiellement détruite par l'éruption du Chaitén visible au dernier plan.

Après une phase sismique, le Chaitén se réveille le 2 mai 2008 en émettant un important panache volcanique s'élevant à plus de 21 kilomètres d'altitude, se dirigeant vers l'Argentine, et atteignant Buenos Aires. Devant l'ampleur de l'éruption, les autorités pensent dans un premier temps au réveil du Michinmahuida mais se ravisent en constatant qu'il s'agit du Chaitén. Une évacuation de 900 à 1 500 personnes vivant dans un rayon de trente kilomètres, notamment la ville de Chaitén, est préventivement effectuée,. Les personnes déplacées sont transférées par bateau vers les villes de Puerto Montt et Quellón. Les secours coupent l'eau potable pour prévenir tout risque d'intoxication, les écoles sont fermées et des masques à gaz et de l'eau potable sont acheminés à Chaitén. Les chutes de cendres forment une importante couche, jusqu'à trente centimètres d'épaisseur à 65 kilomètres du volcan, et atteignent l'Argentine, obligeant les autorités aériennes à une fermeture de l'aéroport de Buenos Aires.
Le 6 mai, devant l'éruption qui gagne en puissance, les autorités décident de l'évacuation totale de tous les habitants situés dans un rayon de cinquante kilomètres autour du volcan. 4 000 à 5 000 personnes sont ainsi déplacées de force. Durant ces évacuations, une personne âgée décède, constituant le seul mort de cette éruption. Des centaines de bovins sont aussi évacués. Le panache volcanique, plus chargé en cendres et en téphras, atteints les trente kilomètres d'altitude et des nuées ardentes dévalent les pentes du volcan. Les cendres tombées sur tout le secteur autour du volcan sont mobilisées par de fortes pluies, faisant entrer en crue les cours d'eau,. Ces lahars affectent partiellement la ville de Chaitén dont certains bâtiments sont totalement détruits tandis que d'autres sont ensevelis jusqu'à la moitié de leur hauteur. Cette activité volcanique de type plinienne se poursuit pendant tout le mois.
À partir du 26, l'éruption perd en intensité, le panache volcanique ne s'élevant plus qu'entre trois et cinq kilomètres d'altitude. L'ancien dôme de lave est alors partiellement recouvert par un nouveau au sommet duquel se trouve un cône pyroclastique couronné par un cratère. La brèche dans le rebord sud de la caldeira est obstruée par des dépôts volcaniques. Les eaux récoltées dans la caldeira ne pouvant plus en sortir, elles forment deux petits lacs au pied du dôme de lave. Ce dernier continue de rejeter un panache volcanique et des explosions plus puissantes forment des nuées ardentes qui détruisent environ 25 km2 de végétation sur les flancs du volcan. À partir de la mi-juin, la proportion de vapeur d'eau dans le panache volcanique augmente et l'activité volcanique et sismique décroit puis se stabilise.

#### Deuxième dôme de lave

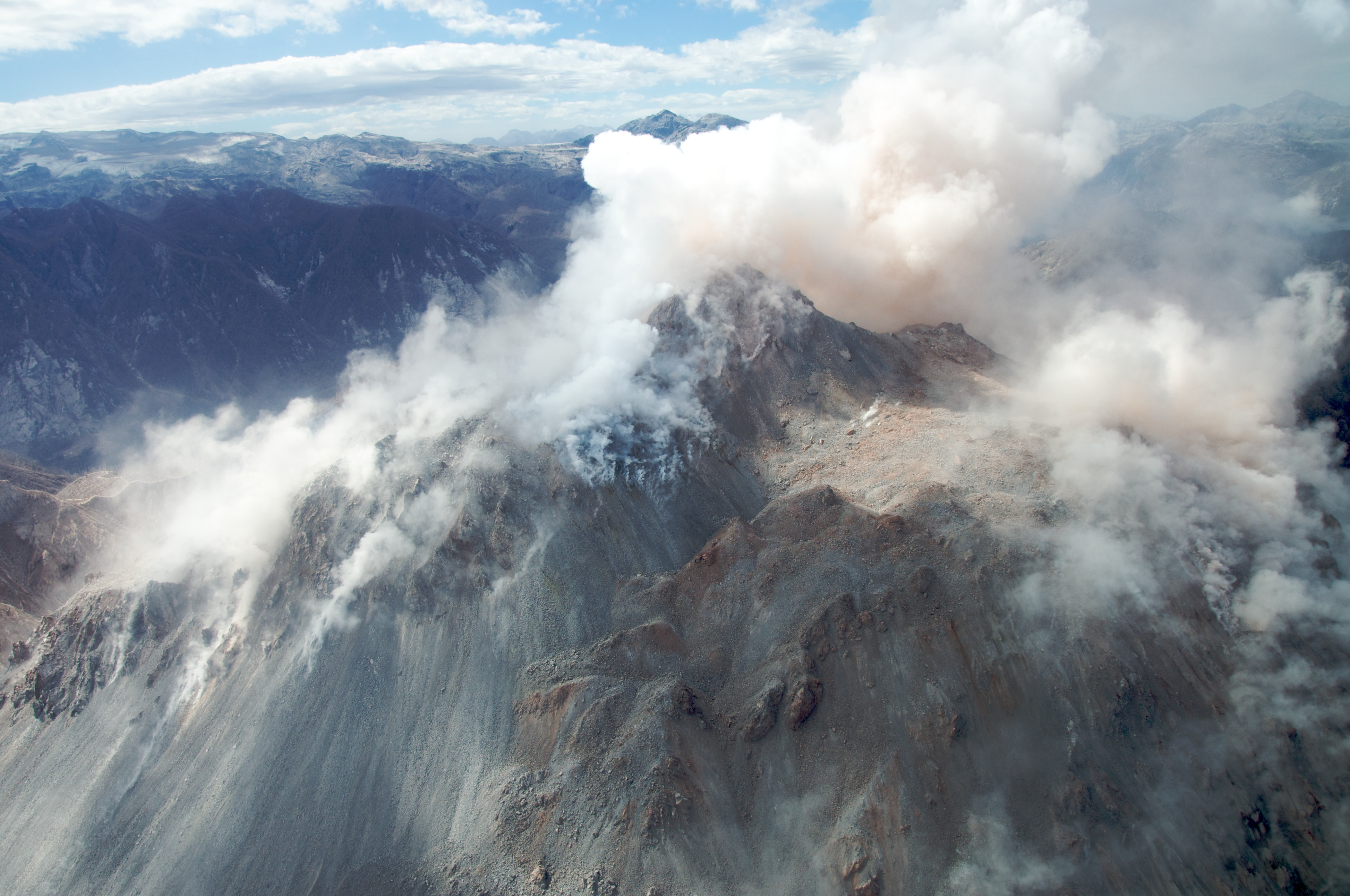
Vue aérienne du sommet du Chaitén le 23 janvier 2009.

Fin octobre, l'éruption connait un regain d'intensité avec un panache qui ne s'élève pas plus significativement en altitude mais qui se charge en cendres. Un survol du volcan début novembre permet de constater qu'un nouveau dôme de lave de 300 mètres de diamètre pour 150 mètres de hauteur et hérissé d'aiguilles se met en place dans le nord-est du dôme construit depuis mai. Le dôme de lave construit à partir de mai est alors baptisé Domo Nuevo 1 et celui formé en novembre Domo Nuevo 2. L'activité se stabilise ensuite avec un panache volcanique s'élevant entre un et trois kilomètres d'altitude environ. Début décembre, les volcanologues constatent au cours d'un nouveau survol que l'ancien dôme de lave est complètement recouvert par le Domo Nuevo 1 et que l'activité volcanique se concentre sur le Domo Nuevo 2. Ce dôme croît rapidement, ses aiguilles de lave s'éboulent en permanence et provoquent de petites avalanches sur les flanc des dômes de lave. Les scientifiques en profitent pour estimer la hauteur des dômes de lave et ils s'aperçoivent que les deux nouveaux dômes dépassent en hauteur le rebord de la caldeira, de 250 mètres pour le Domo Nuevo 1 et de 350 mètres pour le Domo Nuevo 2, ce dernier constituant ainsi le point culminant du volcan.
Début janvier 2009, la caldeira est entièrement comblée par les matériaux issus des dômes de lave, ce qui permet aux nuées ardentes et autres avalanches de sortir de la caldeira. Un effondrement de 500 mètres de diamètre sur la partie sud du Domo Nuevo 1 et du Domo Nuevo 2 entraîne ainsi ce genre de phénomènes le 19 février 2009. Cette avalanche de dix millions de mètres cubes engendre une explosion qui forme un panache volcanique de neuf kilomètres d'altitude ainsi qu'une nuée ardente qui emprunte la vallée du río Blanco et s'arrête à mi-distance de la ville de Chaitén. Ce risque de nuée ardente menace ainsi les 200 habitants qui sont revenus vivre dans la ville ; certains évacuent de leur propre initiative mais 46 d'entre eux restent sur place. L'effondrement d'une partie du Domo Nuevo 1 le réactive et il reprend sa croissance conjointement au Domo Nuevo 2 ; une aiguille de lave commune à ces deux dômes se met d'ailleurs en place,. L'activité sismique s'accroit en avril et certains tremblements de terre atteignent une magnitude de 4,5. Jusqu'en septembre, l'activité reste stable avec la poursuite de la croissance des deux dômes de lave qui se traduit par une instabilité des aiguilles présentes à leur sommet, dont certaines atteignent cent mètres de hauteur, ce qui occasionne des éboulements et des panaches volcaniques s'élevant entre un et trois kilomètres d'altitude.

#### Troisième dôme de lave
Alertés par les quelques habitants de Chaitén qui observent un panache volcanique plus important et plus gris qu'à l'accoutumée le 29 septembre 2009, les volcanologues effectuent un survol du volcan et constatent qu'un troisième dôme de lave s'est mis en place. Ce nouveau dôme de lave est logé dans la dépression née de l'effondrement des Domo Nuevo 1 et Domo Nuevo 2 le 19 février. Ils profitent du vol pour observer une dépression allongée dans le centre des deux premiers dômes de lave et la disparition de l'aiguille de lave centrale. Le panache volcanique qui s'élève au-dessus du volcan nait de la réunion des panaches issus de la dépression centrale et du troisième dôme de lave. L'activité volcanique se continue avec la même intensité précédent cet épisode et elle se poursuit toujours.